# Mediagrafie
Unter Mediagrafie (auch: Mediagraphie, Mediographie) versteht man eine Sammlung beziehungsweise Kombination verschiedener Medien zu wissenschaftlichen, künstlerischen oder biografischen Zwecken. 
Der Begriff Mediagrafie ist ein Neologismus und lehnt sich an Komposita wie Bibliografie, Filmografie oder Diskografie an. Der erste Wortteil steht dabei für die Kommunikationsmittel des Menschen (Medien v. lat. medium, Mittel(punkt), werden allgemein als Vermittler oder Träger von etwas verstanden). Das Suffix „-grafie“ stammt vom griechischen Verb graphein. Es bedeutet, dass etwas geschrieben, beschrieben, aufgezeichnet oder verzeichnet wird.

## Anwendung und Formen
Zuerst hat sich der Begriff „médiagraphie“ in Frankreich für die Zusammenstellung der unterschiedlichen Informationsquellen durchgesetzt, derer ein Autor sich für eine Arbeit zu einem bestimmten Thema bedient hat. Der Vorteil des Begriffs liegt darin, dass er der heutigen Vielfalt der Informationsbeschaffung Rechnung trägt und über den Begriff der Bibliografie hinausragt, die klassischerweise nur gedruckte Werke umfasst. Eine Mediagrafie bietet also eine vollständige Übersicht über alle benutzten Informationsquellen, vom gedruckten Wort bis hin zum bewegten Bild (Aufsätze, Bücher, Internetseiten, Blogs, Radiobeiträge, Filme etc.). Die Zusammenstellung der Titel erfolgt in der Regel nach Mediengruppen, innerhalb dieser Gruppen dann alphabetisch oder chronologisch. Im Deutschen spricht man von einer Mediografie / Mediographie.
Daneben wird der Begriff in Deutschland in zwei weiteren Zusammenhängen benutzt. Zum einen findet er Verwendung in der Kunst, zum anderen stößt man auf den Begriff Mediagrafie im biografischen Kontext. Dabei handelt es sich um eine multimediale Dokumentation, die biografischen Text mit Bild-, Audio- und Videodokumenten verknüpft. Derart wird nicht nur die Biografie eines Menschen festgehalten, sondern auch bedeutende Erinnerungsstücke, die zu seinem Leben gehört haben, zum Beispiel Fotos, Briefe, Musikstücke und persönliche Videos. Ziel dieser Methode biografischer Arbeit ist es, das Leben einer Person möglichst authentisch wiederzugeben.